# 瓢亭
瓢亭（日语：ひょうてい），是一家位於京都府京都市左京區南禅寺草川町的懷石料理餐廳，于1837年（天保8年）建立。其原來只是南禪寺附近的一家茶館，後來發展成為懷石料理餐廳，供應茶飲、早餐和懷石料理套餐。因精緻的餐點及頂級的服務，2009年獲得米其林指南三星評鑑。
2013年，第十四代經營者高橋榮一，被京都府指定為無形文化財「懷石料理」的代表人物，2015年和龍谷大學產學合作，成立料理餐飲研究中心，並由第十五代的少東高橋義弘擔任客座研究員。

## 相關連結
- 官方网站
- 瓢亭的Facebook專頁